# 小路 (英國)

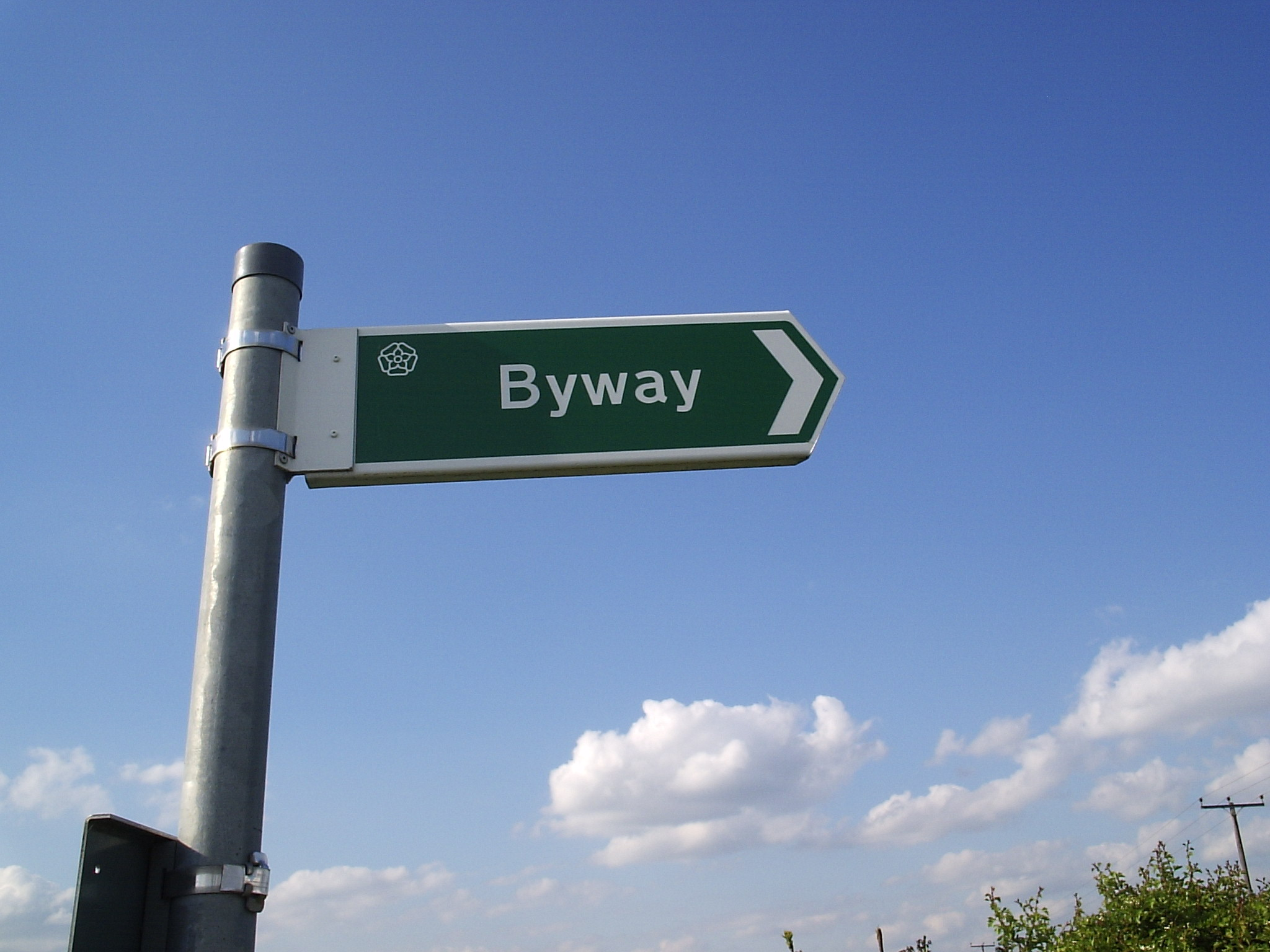
小路路標——拍摄于诺桑特格伦登的布莱克米尔巷。

小路或稱旁道是英国的一種道路類別。这些小路通常沒有鋪設柏油路面，而是保留原來的地貌，多為泥土。尽管如此，在英國這些小路上行車是合法的，即使实际上路面狀況可能不允許這麼做。
2000年，英國法律新增了「限制通行」的規定，此規定是指大眾可以以任何方式（包括步行、自行车、甚至是马车等）合法行驶，但不包括任何「機動車輛」。

## 路權

### 開放小路

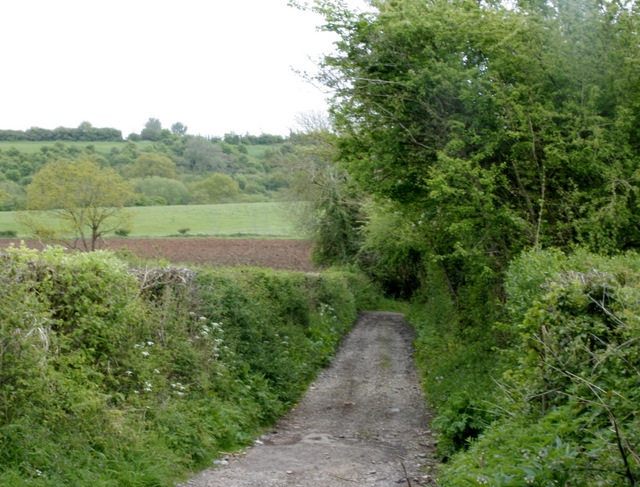
萨默塞特的一個開放小路。

在英格兰和威尔士，開放小路（byway open to all traffic, BOAT）是一種公路，人人都有车辆和其他类型交通工具的通行权，但通常大部分情況仍被用作人行道或马道（即供步行、骑自行车或骑马，《1984 年英国道路交通管制法》第 15(9)(c) 条，经 1991 年《道路交通（临时限制）法》附表 1 修订）。
開放小路有时会用红色箭头標記。

### 限制通行小路
2006 年 5 月 2 日，《2000 年乡村和通行权法案》将所有未被劃分的公共道路重新歸類为限制道路，只能透過以下方式通行： 
- 徒步
- 騎馬或牽引馬匹
- 乘坐非動力車輛（自行车、马车等），但部分小路可能有例外狀況。

限制通行小路有時會以梅花或紫色箭头標記。